# Batterie du Cap Nègre
 (juillet 2018).
Si vous disposez d'ouvrages ou d'articles de référence ou si vous connaissez des sites web de qualité traitant du thème abordé ici, merci de compléter l'article en donnant les références utiles à sa vérifiabilité et en les liant à la section « Notes et références ».
La batterie du Cap Nègre est un ouvrage militaire de défense français situé dans la commune de Six-Fours les Plages. Depuis 1999, le site est devenu touristique et propose des expositions consacrées à l'activité maritime locale et au passé militaire de cette ancienne fortification datant du XIXe siècle.

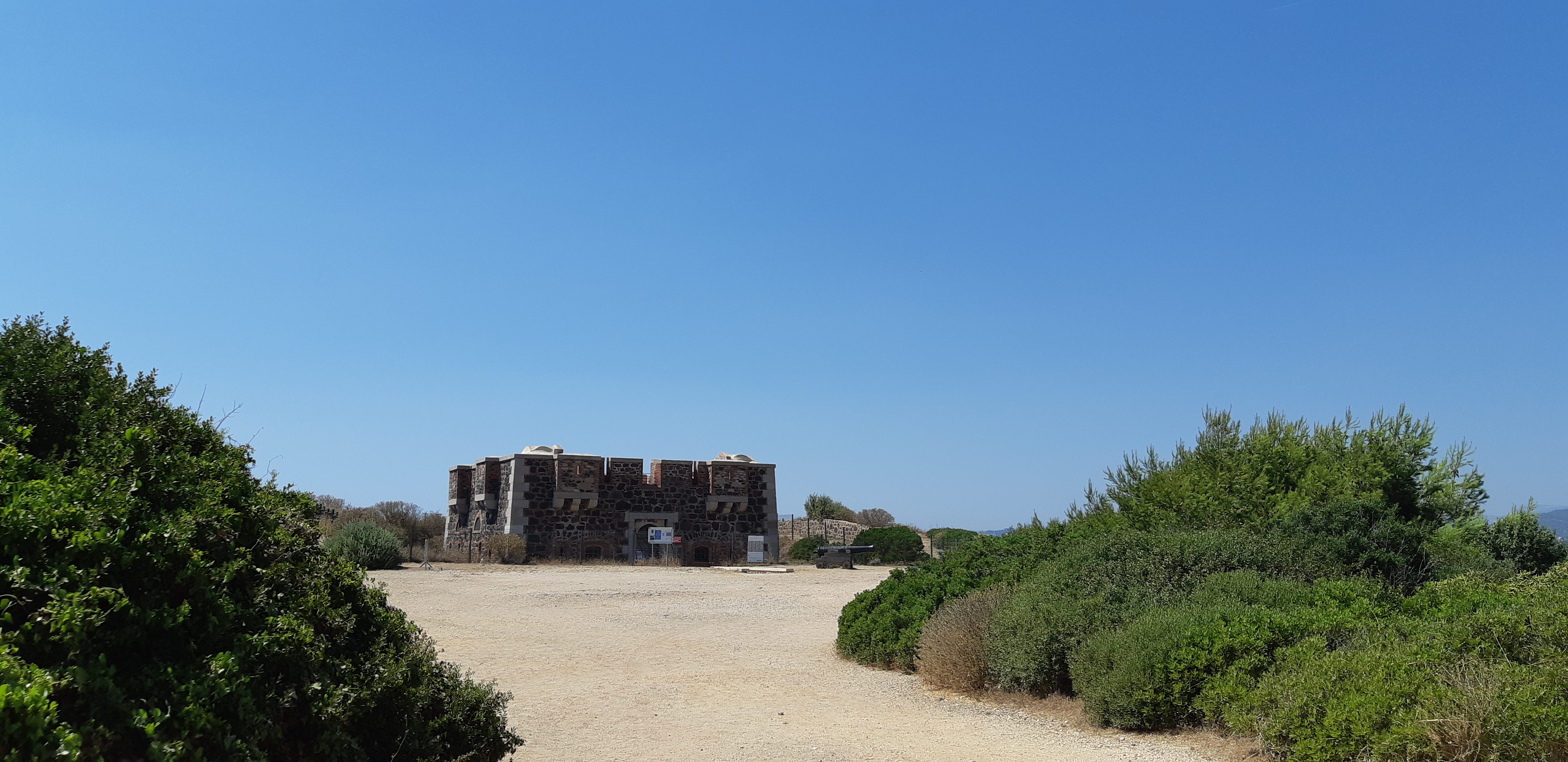
Batterie du cap Nègre prise depuis l'Est

## Histoire
Le Cap Nègre a été construit au cours XIXe siècle, entre 1846 et 1850 sous le règne de Louis Philippe Ier. La batterie, de par sa position entre Sanary et la rade du Brusc, jouait un rôle essentiel dans la protection du littoral Toulonnais.